# Сезон «Атлетік» (Більбао) 1898
| «Атлетік» (Більбао) у сезоні 1898 | «Атлетік» (Більбао) у сезоні 1898 |
| --------------------------------- | --------------------------------- |
| Ліга                              |                                   |
| Місце в лізі                      |                                   |
| Раунд у Кубку                     |                                   |
| Старший тренер                    | Хуан Асторкія Ландабазо           |
| Тренери                           | Альфред Едвард Міллс              |
| Начальник команди                 |                                   |
| Стадіон                           | Ламіако;                          |
| Капітан                           | Хуан Асторкія Ландабазо           |
| Найкращий бомбардир у лізі        | Альфред Едвард Міллс              |
| Найбільше матчів у лізі           |                                   |

Сезон «Атлетік» (Більбао) 1898 — перший аматорський сезон в історії клубу «Атлетік» (Більбао). Об'єднання аматорів футболу з числа басків-спортовців, приєднання до них гімназистів з гімназії Самакоїса, формування першої аматорської чисто баскської команди, назва «Athletic Club».

## Створення аматорської команди
Баски Більбао появу етнічного баскського клубу в себе в місті завдячують натхненнику спорту та затятому спортсмену — Хуану Асторкії Ландабазо (Juan de Astorquia Landabaso). Саме цьому легкоатлету, велосипедисту, регбісту та футболісту вдалося зібрати довкола себе чимало однодумців і втілити свою мрію — національну спортивну команду басків. Адже ще з 80-х років 19 століття він став лідером місцевих спортовців. Одначе, з роками, накопичувалися конфлікти між ним та деякими членами клубів, іноземцями, та їх засновниками. Відтак він мусив усунутися із знаного тоді велоклубу та команди регбістів-футболістів, вважаючи що іноземці (англійці) не дають розкриватися місцевій талановитій молоді. Тож коли випала нагода, в 1898 році, за підтримки місцевих підприємців він почав формувати свою команду спортсменів (з якими виступав у вело-клубі та регбійній команді).
Колективу Асторкії прийшли на поміч місцеві юнаки із знаного в краї навчального закладу — Гімназії Самакоіс Більбао (Gimnasio Zamacois de Bilbao) , в якій уже півстоліття існував спортивний гімнастичний клуб, члени якого пробували себе і в інших дисциплінах. Чимало однодумців Асторкії теж були випускниками цієї гімназії — елітного закладу для вищих прошарків населення Країни Басків. Тож за підтримки батьків та очільників гімназії їм вдалося зібрати команду, яка в синьо-білих футболках вийшла на перші тренування та ігри на стадіоні в Ламіако. Водночас статус аматорів для цієї команди був надто оманливим, оскільки більшість гравців пробували себе в футболі на туманному Альбіоні, граючи в тамтешніх командах (коли навчалися чи працювали там). Сам Асторкія пограв за кілька англійських та шотландських команд, Алехандро Атца (Alejandro Acha), Луїс Сільва (Luis Silva) починали грати в футбол в французькому місті Байона, Енріке Гойрі (Enrique Goiri), Хосе Марія Баркуїн (José María Barquín), Маріо Арана (Mario Arana) — були випускниками шотландської академії міста Дамфріс — і грали в місцевій команді, Рамон Сільва (Ramón Silva), Алехандро де ла Сота (Alejandro de la Sota) — розпочинали свою футбольну кар'єру в британському Плімуті. Та був у команді таки англієць, кращий друг-колега Асторкії — англієць Альфред Едвард Міллс (Alfred Edward Mills), — спортовець, велосипедист, який чимало років пограв футбол на Британських островах і став навчителем азів футболу як для Асторкії так і для багатьох басків. Пізніше до команди долучилися ще Ґрегоріо Еґурен (Gregorio Eguren), який ганяв м'яча в Манчестері, а Педро де Ларраняґа (Pedro de Larrañaga) захопився футболом серед джорджів півночі Британі в Ньюкасл-апон-Тайн.
Поміж сучасних футбольних істориків точаться запеклі суперечки щодо офіційної дати заснування команди: офіційно клуб визнає дату 1898, але інші джерела пристають на інакші дати — 1901 чи 1903 роки. Причиною тому служить те, що ще до 1900 року місцева адміністрація не надто опікувалася спортивними видовищами в краю, але футбол набирав обертів і їм таки довелося якось узаконити ці численні зібрання басків (особливо через призму контролю зі сторони центральної, іспанської виконавчої влади). Відтак, аматорська команда басків була вже відома раніше, їм просто довелося узаконити свій статус, і це стало можливим лише на початку ХХ-го століття.

## Сезон
В ті часи, футбольний сезон тривав на англійський манер — з жовтня по травень (майже календарний поточний рік) розпочинався наприкінці осені із різдвяними вакаціями та активними іграми весною, потім була тривала літня пауза. Гравці збиралися не на постійні основі (тож і вважається рівнем аматорів). Ігри та тренування відбувалися на малопристосованих майданчиках чи іподромах, найчастіше на майданчику, що поруч гімназії, яка носила назву Камп-де-Сант-Євгенія (Campa de Santa Eugenia).
Докладної інформації щодо кількості та результатів матчів баскської команди в 1898 році обмаль. Дослідники баскського футболу відзначають тільки наявність товариських ігор на стадіоні Ламіако, в передмісті Більбао із їхніми конкурентами — командою Кастеланоса «Більбао ФК» (Bilbao F.C).